# Valtteri Lehtinen
Valtteri Johannes Nikolai Lehtinen, meglio noto come Valtteri Lehtinen, (31 luglio 1996) è un attore, cantante conduttore finlandese.
È famoso per aver interpretato il ruolo di Jani Hellemaa nella serie televisiva Uusi päivä.

## Biografia

### Giovinezza
Valtteri Lehtinen è nato il 31 luglio 1996.
Lehtinen si è diplomato al liceo co-educativo di Tampere nella primavera del 2016.

### Carriera
Lehtinen ha esordito come attore nel 1996 nel film televisivo Metsolat - Muistojen joulu. Dopo alcuni anni di pausa, nel 2010 è entrato nel cast della serie televisiva Uusi päivä nel ruolo di Jani Hellemaa. Ha recitato nella serie fino al 2017, quando il suo personaggio è stato cancellato dalla serie; ma tuttavia, è tornato ad interpretarne il ruolo nell'ultima parte della serie alla fine del 2018. Ha anche interpretato lo stesso ruolo nella serie spin-off Vihreät Valot: Väärät bileet. Tra il 2014 e il 2015 è stato uno dei presentatori delle trasmissioni Vuosi vaihtuu di Yleisradion.
Nel 2016 ha recitato nel suo primo film cinematografico, Kasvukipuja. In seguito ha recitato nei film Pihalla (2017) e Syke: Hätätila (2021).
Dall'autunno 2017 conduce i programmi per bambini Galaxi Play e Meidän luokka.

## Filmografia

### Cinema
- Speakeasy! - elokuvamusikaali, regia di Juha Kuoppala - cortometraggio (2009)
- Kasvukipuja, regia di Riku Niemelä (2016)
- Pihalla, regia di Nils-Erik Ekblom (2017)
- Syke: Hätätila, regia di Tony Laine (2021)
- Kuinka käänsin rabobeston kylkiasentoon, regia di Mari Mantela - cortometraggio (2022)

### Televisione
- Metsolat - Muistojen joulu, regia di Carl Mesterton – film TV (1996)
- Uusi päivä – serie TV, 323 episodi (2010-2018)
- Vihreät Valot: Väärät bileet, regia di Tony Laine – miniserie TV (2016)
- HasBeen – serie TV, 1 episodio (2018)
- Koukussa – serie TV, 1 episodio (2018)
- Syke – serie TV, 139 episodi (2018-2021)